# سعاده حمصی
سعید بن عبدالله حُمصی (؟ -دههٔ ۱۱۹۰م) که برای نابینا شدنش در جوانی به ضریر و أعمیٰ (به‌معنای: بی‌دید، نابینا) شهرت یافت؛ شاعر عربی شامی در سدهٔ ششم هجری بود.

## زندگی
سال میلاد او نامشخص است. سعادة در حمص می‌زیست، اما برای کسب معاش از راهِ شعر، بسیار سفر می‌کرد. یک بار به قاهره رفت و صلاح‌الدین را مدح گفت که یک هزار دینار جایزه تنها برای یک مطلع از قصیده‌اش جایزه گرفت. از مصر با ثروت بسیاری به شام بازگشت. در ۱۰ شعبان دهه ۵۷۱ق در دمشق و در ۸ صفر دهه ۵۷۲ق در حمص، در نشست‌هایی ادبی حضور داشت. او در اواخر سدهٔ ششم هجری درگذشت.